# Ixora macgregorii
Ixora macgregorii là một loài thực vật có hoa trong họ Thiến thảo. Loài này được C.B.Rob. mô tả khoa học đầu tiên năm 1911.